# Yekaterina Karsten
Yekaterina Anatólievna Karsten (en bielorruso: Кацярына Карстэн, Katsiaryna Karsten; en ruso: Екатерина Анатольевна Карстен; nacida el 2 de junio de 1972) es una remera bielorrusa que llegó a ser campeona olímpica y campeona mundial en scull individual.

## Biografía
Fue medalla de oro en scull individual en los Juegos Olímpicos de Atlanta 1996, y en los Juegos Olímpicos de Sídney 2000. En 2004 ganó la medalla de plata y en 2008 obtuvo el bronce en la misma especialidad. 
También ganó el Campeonato del Mundo de Remo en scull individual en 1997, 1999, 2005, 2006, 2007 y 2009. Fue segunda en 2002 y 2010 y bronce en 2001 y 2003. Ganó los Campeonatos de Europa en 2009 y 2010 y el Campeonato del Mundo Junior en 1990. En 2017, a los 45 años se proclamó medalla de plata en los Campeonatos de Europa.